# San Francisco (1984年的字体)
San Francisco 是在1984年发布的Macintosh电脑上的原生位图字体之一。它由Susan Kare设计，其模仿勒索信字体，并且用在了早期Mac软件演示和苹果公司传单上。
San Francisco从未有过正式的TrueType版本。